# 梅多斯威特 (加利福尼亞州)
梅多斯威特（英語：Meadowsweet）是位於美國加利福尼亞州馬林縣的一個非建制地區。該地的面積和人口皆未知。

## 地理
梅多斯威特的座標為37°55′23″N 122°30′34″W / 37.92306°N 122.50944°W，而該地的平均海拔高度為5米（即16英尺）。